# Eva Aariak
Eva Aariak (in inuktitut: ᐄᕙ ᐋᕆᐊᒃ; Arctic Bay, 10 gennaio 1955) è una politica e docente canadese di etnia inuit, dal 14  gennaio 2021 Commissaria e dal 19 novembre 2008 al 19 novembre 2013 Premier del Nunavut.

## Biografia
Nata ad Arctic Bay, nell'Isola di Baffin, il 10 gennaio 1955, Eva Aariak studia in Ontario e in Manitoba prima di tornare in Nunavut divenuta insegnante di inuktitut.
Diventa poi commissaria per le lingue del Nunavut, giornalista per la CBC e presidente della Camera di commercio regionale di Baffin.
È eletta deputata dell'Assemblea legislativa del Nunavut nelle elezioni dell'ottobre del 2008 nella circoscrizione di Iqaluit est, mentre nel novembre dello stesso anno viene nominata dall'Assemblea come prima ministra, carica che assume il 19 novembre seguente. È la prima donna a ricoprire questo incarico e la quinta donna a ricoprire una carica di primo ministro provinciale o territoriale nella storia del Canada.
Nel settembre del 2013 annuncia di non volersi ricandidare per un secondo mandato da prima ministra. Alle elezioni del 2013, si presenta nel nuovo distretto di Iqaluit-Tasiluk, ma viene sconfitta da George Hickes.
Anche sua figlia Karliin diventa nuova commissaria per le lingue di Nunavut nel 2020, mentre 12 gennaio del 2021 Eva è nominata commissaria del Nunavut, carica che assume il 14 gennaio seguente.